# Eulithis elegans
Eulithis elegans là một loài bướm đêm trong họ Geometridae.